# Ludwik Barreau de la Tuche
Ludwik Barreau de la Tuche, (fra) Louis Barreau de la Touche (ur. 6 czerwca 1758 w Le Mans, zm. 2 września 1792 w Paryżu) – błogosławiony Kościoła katolickiego, męczennik, ofiara antykatolickich prześladowań okresu rewolucji francuskiej.
Wstąpił do benedyktyńskiej Kongregacji św. Maura w Saumur. Po rozwiązaniu zakonu podjął pracę dydaktyczną wykładając matematykę. W okresie gdy w rewolucyjnej Francji nasiliło się prześladowanie katolików, został aresztowany i przewieziony do klasztoru karmelitów, gdzie więziony był wraz ze swymi przełożonymi z Saumur. 2 września 1792 roku został zamordowany na terenie klasztoru karmelitów. Był jednym z oddanych przez komisarza Violette`a w ręce zgromadzonego tłumu odmawiających złożenia przysięgi na cywilną konstytucję kleru, zasieczonych szablami i bagnetami, a którzy uszli z rozpoczętej wcześniej masakry w ogrodzie. Ofiary mordu zostały pochowane w zbiorowych mogiłach na terenie cmentarza Vaugirard, część z nich wrzucono do studni klasztornej, a po ekshumacji w 1867 roku ich relikwie spoczęły w krypcie kościoła karmelitów.
Ludwik Barreau de la Tuche był jedną z ofiar tak zwanych masakr wrześniowych, w których zginęło 300 duchownych, ofiar nienawiści do wiary (łac) odium fidei.
Dzienna rocznica śmierci jest dniem kiedy wspominany jest w Kościele katolickim.
Ludwik Barreau de la Tuche znalazł się w grupie 191 męczenników z Paryża beatyfikowanych przez papieża Piusa XI 17 października1926.